# Aptana Studio
Aptana Studio — кроссплатформенная, свободная, интегрированная среда разработки приложений (IDE) c открытым исходным кодом для создания динамических веб-приложений.

## Описание
Aptana Studio включает в себя такие функции, как автодополнение набираемых конструкций на лету для кода JavaScript, HTML, и CSS, выделение цветом JavaScript, HTML и CSS кода, предупреждения об ошибках и возможность для настройки и расширения пользовательского интерфейса.
Всего поддерживает более 50 форматов.
С помощью дополнительных плагинов Aptana Studio также поддерживает разработку для следующих языков и платформ: Ruby on Rails, PHP, Python, Adobe Air.
Помимо самостоятельных версий для Windows NT, Mac OS и Linux, Aptana доступна в качестве плагина для платформы Eclipse.
Последняя версия Aptana Studio включает в себя сервер Jaxer, позволяющий выполнять JavaScript на стороне сервера. А также интегрирована с сервисом Aptana Cloud, который предлагает развёртывание и хостинг веб-приложений на серверах cloud computing компании Aptana с возможностью масштабируемости ресурсов по требованию. Данный хостинг поддерживает следующие платформы: PHP 5, Jaxer, Ruby on Rails и Java.

## JavaScript библиотеки
Aptana Studio включает в свой состав следующие JavaScript-библиотеки и фреймворки:
- Adobe Spry
- jQuery
- MochiKit
- Yahoo! UI Library
- MooTools
- Aflax
- Dojo
- Rico
- Prototype
- script.aculo.us
- Ext

Есть возможность добавлять или обновлять библиотеки.